# Cmentarz wojenny nr 214 – Gosławice
Cmentarz wojenny nr 214 – Gosławice – austriacki cmentarz wojenny z okresu I wojny światowej wybudowany przez Oddział Grobów Wojennych C. i K. Komendantury Wojskowej w Krakowie na terenie jego okręgu VIII Brzesko.
Niewielka wojenna nekropolia znajduje się w północnej części miejscowości Gosławice w województwie małopolskim, w powiecie tarnowskim, w gminie Wierzchosławice przy drodze prowadzącej z Wierzchosławic do Komorowa.
Spoczywają na nim w czterech grobach:
- 4 żołnierze niemieccy:
  - Erich Olze z 217 Rezerwowego Pułku Piechoty, poległy 20.12.1914,
  - 3 nieznanych żołnierzy,
- 16 żołnierzy rosyjskich:
  - służący w 19. Kostromskim Pułku Piechoty: sierż. Nikołaj Michajłowicz (poległy w styczniu 1915) i szer. Josef Biłous (poległy w lutym 1915),
  - 14 nieznanych żołnierzy.

Cmentarz projektował Robert Motka.